# شيغيوشي سوزوكي
شیغيوشي سوزوكي ولد 13 أكتوبر 1902 - 20 ديسمبر 1971 هو لاعب كرة قدم ياباني سابق.

## روابط خارجية
- شيغيوشي سوزوكي على موقع ناشيونال فوتبول تيمز (الإنجليزية)
- شيغيوشي سوزوكي على موقع عالم كرة القدم.نت (الإنجليزية)
- شيغيوشي سوزوكي على موقع أوليمبيديا (الإنجليزية)

1. ↑  "معلومات عن شيغيوشي سوزوكي على موقع national-football-teams.com". national-football-teams.com. مؤرشف من الأصل في 2020-03-13.

- Japan Football Association official site